# Kryształ Stronie Śląskie
Kryształ Stronie Śląskie (Klub Sportowy Kryształ Stronie Śląskie) – polski klub piłkarski ze Stronia Śląskiego, powstały w 1952 jako Unia Stronie Śląskie. Najbardziej znany jest z udziału w II lidze w sezonie 1980/1981.

## Historia
Klub został powołany do życia w 1952 przy Hucie Szkła Kryształowego „Violetta” pod nazwą Unia Stronie Śląskie. Przez ponad 25 lat drużyna piłkarska występowała w rozgrywkach okręgowych i podokręgowych, nie osiągając znaczących sukcesów (w latach 1964–1966 Unia grała w klasie A, będącej wówczas czwartym, a później piątym poziomem rozgrywkowym). W 1970 zespół spadł na najniższy szczebel rozgrywkowy – do klasy C.
W kwietniu 1972 klub zmienił nazwę na Kryształ Stronie Śląskie. W kolejnych latach drużyna wyszła z kryzysu, awansując na kolejne szczeble rozgrywek. W sezonie 1976/1977 Kryształ zwyciężył w nowo powstałej grupie wałbrzyskiej klasy okręgowej, wyprzedzając m.in. Górnika II Wałbrzych i Polonię Świdnica, zaś po barażach z BKS Bolesławiec uzyskał po raz pierwszy awans do klasy międzywojewódzkiej (trzeci poziom ligowy). Po zajęciu w niej 12. miejsca drużyna powróciła na jeden sezon do klasy okręgowej, w której ponownie zdobyła mistrzostwo, a po barażach ze Stalą Chocianów znów znalazła się w trzeciej lidze.
Jako beniaminek klasy międzywojewódzkiej sezonu 1979/1980 Kryształ uzyskał 1. miejsce w grupie VI (województwa: jeleniogórskie, legnickie, opolskie, wałbrzyskie, wrocławskie i zielonogórskie), wyprzedzając o punkt spadkowicza z drugiego poziomu ligowego – Zagłębie Lubin. Tym samym drużyna ze Stronia Śląskiego po raz pierwszy – i jedyny – awansowała do II ligi.
| 12 | Górnik Wałbrzych         | 30 | 30 – 39 | 27 |
| 13 | Arkonia Szczecin         | 30 | 42 – 44 | 26 |
| 14 | Moto Jelcz Oława         | 30 | 29 – 38 | 25 |
| 15 | Gwardia Koszalin         | 30 | 18 – 30 | 25 |
| 16 | Kryształ Stronie Śląskie | 30 | 27 – 65 | 14 |

Na drugim poziomie ligowym Kryształ znalazł się w grupie I. W debiucie stronianie zmierzyli się z ROW Rybnik, ulegając 1:2 (pierwszą bramkę dla Kryształu zdobył Zbigniew Augustyniak). Od początku rozgrywek drużyna zajmowała lokaty w dolnej części tabeli, by po rundzie jesiennej zająć ostatnie, 16. miejsce, które utrzymała do końca sezonu 1980/1981. Na 30 spotkań w II lidze zespół wygrał 5 meczów i 4 razy wywalczył remis.
Po spadku z II ligi Kryształ do 1988 występował w grupie V trzeciego poziomu ligowego, w sezonie 1982/1983 ponownie będąc blisko powrotu do rozgrywek centralnych (2. miejsce). Następnie drużyna grała w klasie okręgowej i międzyokręgowej (czwarty szczebel), by od sezonu 1992/1993 znów brać udział w III lidze, gdzie po raz kolejny zdobyła 2. miejsce (1993/1994). Po 6 sezonach Kryształ opuścił ostatecznie trzeci poziom rozgrywkowy, zaś po dalszych 3 latach spadł do klasy okręgowej. Od sezonu 2014/2015 występuje w klasie A (siódmy poziom ligowy).
Łącznie w swej historii Kryształ przez 1 sezon występował na drugim poziomie ligowym (1980/1981) i przez 15 sezonów na trzecim szczeblu rozgrywkowym (1977/1978, 1979/1980, 1981/1982 – 1987/1988, 1992/1993 – 1997/1998).
Drużyna ze Stronia Śląskiego występowała również w rozgrywkach centralnych Pucharu Polski, gdzie jej największym sukcesem był awans do 1/16 finału w sezonie 1994/1995, m.in. po zwycięstwach nad Chrobrym Głogów i Miedzią Legnica. 26 października 1994 Kryształ zmierzył się z I-ligową Stalą Mielec – po regulaminowym czasie gry i dogrywce było 2:2, w rzutach karnych lepsi okazali się goście, zwyciężając w nich 5:4.

## Nazwy
- 1952 – Unia Stronie Śląskie
- 1972 – Kryształ Stronie Śląskie

## Sukcesy
Rozgrywki ligowe
- II liga:
  - 16. miejsce: 1980/1981
- III liga / klasa międzywojewódzka:
  - 1. miejsce: 1979/1980 (grupa VI)
  - 2. miejsce (2): 1982/1983, 1993/1994 (grupa V)

Rozgrywki pucharowe
- Puchar Polski:
  - 1/16 finału: 1994/1995

## Stadion
- Nazwa: Stadion Kryształu Stronie Śląskie
- Adres: ul. Sportowa 1
- Pojemność: 1 000 miejsc (w tym 600 siedzących)